# 姊妹Neo ～Second Sisters～
《姊妹Neo ～Second Sisters～》是日本bootUP!在2012年11月30日發售的戀愛冒險類型成人遊戲，姊妹（あねいも）系列的第3部作品。2013年5月16日由N43 Project發售DVDPG版。2013年11月29日發售《姊妹Neo＋ ～Second Sisters～》（あねいも Neo＋ ～Second Sisters～），2014年6月26日同樣由N43 Project發售DVDPG版。2015年4月24日分別發售日向家母姊妹的Fandisc，共有3作和合集《もっともっと、日向家セット》。

## 故事
日向四郎和母姊妹一家4人一直過著平穩的生活，但是有天陸奥高富向四郎介紹四郎的叔母最上佐和子，佐和子表明想要收養四郎。四郎得知後考慮到能幫養母減輕家中經濟壓力的負擔便決定離開日向家，但是在與家人說明此想法的時候遭到七菜的強烈反對。佐和子為此來到日向家提出四郎要在暑假開始前在做回覆並且讓她在這段期間住在日向家的方案，在雙方協調成功之後，四郎和家人之間的關係也因此開始出現變化。

## 角色

### 主要角色
日向四郎
本作男主角，八鐘學園2年級學生。舊名是古鷹四郎，7年前父母雙亡不在的時候，透過陸奥高富成為日向家的養子。目前在藤堂武道館學習護身術，實力僅次於高美。
日向舞（聲優：遠野そよぎ）
身高：161cm　血型：A　三圍：B87（D）/W56/H91
四郎的義姊，八鐘學園3年級學生。成績優秀喜歡游泳，過去是游泳部的部長和王牌選手，後來辭退部長職務並指定由葉月擔任部長。
日向七菜（聲優：木村あやか）
身高：154cm　血型：B　三圍：B92（F）/W62/H88
四郎的義妹，八鐘學園1年級學生，文藝部的部員。很喜歡四郎並且經常向他撒嬌，因此無法接受四郎離開家而強烈反對。
日向櫻（聲優：一色ヒカル）
身高：158cm　血型：O　三圍：B100（I）/W65/H91
舞、七菜的母親，四郎的養母。丈夫在過去因為意外事故而去世後便成為家中唯一的經濟支柱，想讓孩子們能順利讀大學便決定增加自己的工作量。
最上佐和子（聲優：野神奈奈）
身高：165cm　血型：AB　三圍：B95（H）/W57/H89
四郎母親的妹妹，四郎的叔母。過去見到四郎後就很在意他，就在四郎的父母雙亡不在的時候，因為當時還是學生就想要收養四郎而遭到父母和親戚的強烈反對而放棄，如今有了社會地位和財力後就決定要收養四郎。
高天玲子（聲優：楠鈴音）
身高：165cm　血型：O　三圍：B87（D）/W55/H83
八鐘學園的學生會副會長，高天家的次女，舞的親友。在Neo+升格為女主角。
足柄葉月（聲優：平山紗弥）
身高：161cm　血型：B　三圍：B81（C）/W56/H87
四郎的同學和青梅竹馬，游泳部的部長。在Neo+升格為女主角。
藤堂高美（聲優：岬友美）
身高：170cm　血型：A　三圍：B88（E）/W53/H83
因為藤堂武道館的館主住院治療而擔任代理師傅。在Neo+升格為女主角。
高天明日香（聲優：御苑生芽衣）
身高：168cm　血型：O　三圍：B88（D）/W56/H86
玲子的姊姊，高天家的長女。Neo+新增的女主角。

### 其他角色
陸奥高富（聲優：J一郎）
櫻的哥哥，十河神社的祭司。
武蔵大和（聲優：葵海人）
四郎的同學和朋友。
高天清四郎（聲優：成江太郎）
玲子、明日香的父親，高天家的戶主。
藤堂無道（聲優：昇竜寺竜之介）
高美的父親，藤堂武道館的館主。目前因為數年前開始腰痛而住院檢查並且接受手術治療。

## 工作人員
- 企劃/劇本：長野ヒロユキ[8]
- 原畫：東雲一彦
- 影片：神月社

## 主題曲
姊妹Neo ～Second Sisters～ 片頭曲「Steadily」
作詞：川田まみ　作曲/編曲：C.Gmix　歌：桐島愛里
姊妹Neo＋ ～Second Sisters～ 片頭曲「Eternal song」
作詞：桐島愛里　作曲/編曲：C.G mix、星野威　歌：桐島愛里

## 評價
《姊妹Neo ～Second Sisters～》在Getchu.com舉辦的美少女遊戲大賞2012中獲得色情類別第17名。

## 外部連結
- bootUP!（页面存档备份，存于）（日語）